# Rekombinanter Antikörper
Ein rekombinanter Antikörper ist ein Antikörper – ein Protein mit immunologischer Aktivität –, der auf gentechnischem Weg erzeugt wird. Die Antikörperproduktion erfolgt durch Klonierung in Expressionsvektoren und Transformation in Wirtszellen. Als Wirtszellen sind derzeit Escherichia coli, Hefen und Pflanzen in Gebrauch. Im Gegensatz zur Herstellung monoklonaler und polyklonaler Antikörper ist für den Erhalt rekombinanter Antikörper keine Immunisierung notwendig. Die Nutzung von Versuchstieren bleibt aus.
Rekombinante Antikörper spielen in Diagnostik und Therapie eine immer größere Rolle. Sie sind insbesondere für die Herstellung proteinogener Therapeutika unverzichtbar geworden.

## Herstellung rekombinanter Antikörper
Klassischer Weise erfolgt die Herstellung von Antikörpern über die Immunisierung von Wirbeltieren (Hausziege, Hausschwein, Kaninchen etc.) mit einem Antigen. Das Antigen kann hierbei ein nahezu beliebiges Makromolekül oder ein Hapten (kleines Molekül mit Kopplung an ein Trägerprotein) sein. Hierbei werden im Allgemeinen polyklonale Antikörper erhalten.
Die Entwicklung der Hybridom-Technik erlaubt die Produktion monoklonaler Antikörper. Hieraus ergibt sich gleichzeitig ein erstes Verfahren zum Erhalt rekombinanter Antikörperfragmente. Durch rekombinante DNA- und RNA-Techniken kann die mRNA aus Hybridomazellen isoliert werden. Anschließend kann eine cDNA-Synthese und eine Amplifikation und Klonierung der den Antikörper codierenden Nukleotidsequenz erfolgen.
Da bei den klassischen Verfahren zur Antikörperherstellung gewisse Nachteile auftreten, wurde bereits recht früh versucht, rekombinante Antikörper in Bakterien zu züchten. Im Mittelpunkt standen hierbei jedoch ausschließlich Antikörper-Fragmente, die die spezifische Antigenbindungsstelle enthielten. Erst 1988 konnten die ersten AK-Fragmente funktionell in E. coli produziert werden. Dies gelang durch Sekretion der Antikörper-Ketten in den periplasmatischen Raum der Zelle mit Hilfe N-terminaler Signalsequenzen. Hier findet die für die Proteinfaltung notwendige Ausbildung der Disulfidbindungen statt.
E. coli ist bis heute das weltweit am häufigsten verwendete Produktionssystem für rekombinante Antikörper.
Eine Alternative zur zeit- und kostenintensiven Hybridoma-Technik bietet die Phagendisplay-Technik. Sie kommt vollständig ohne Immunisierung und damit ohne die Nutzung von Versuchstieren aus. Sie ist  geeignet zur Selektion hochspezifischer rekombinanter AK-Fragmente und Identifizierung des Epitopes in vitro, also außerhalb des lebenden Organismus.
Neben der Verwendung von Prokaryoten zur Produktion rekombinanter Antikörper wird intensiv an weiteren Produktionssystemen geforscht. Besonders untersucht werden derzeit Möglichkeiten, Pflanzen als solche nutzbar zu machen.

## Therapeutische rekombinante Antikörper
Die Versuche zum Einsatz rekombinanter Antikörper zu Therapiezwecken waren anfangs nur bedingt erfolgreich. Vielfach wurden sie selbst als Antigene vom Organismus identifiziert und angegriffen. Dieses Problem ist in vielen Anwendungsfeldern inzwischen behoben, indem es gelang, die Antikörperfragmente an den Organismus anzupassen (Humanizing). Hier hat sich auch der Begriff des antibody engineering etabliert, der erahnen lässt, dass es sich bei der Anpassung von rekombinanten Antikörpern an die gewünschten Eigenschaften inzwischen mehr um ein ingenieurwissenschaftliches Vorgehen, als um ein klassisch-biologisches handelt. Es kommen Begriffe, wie Affinitätsreifung, Humanisierung, Design von Fusionsproteinen, Steigerung von Produktionsausbeuten zur Sprache.
Rekombinante Antikörper gelten als sehr zukunftsträchtig und kommen in immer mehr Bereichen der Medizin zum Einsatz. Es gibt bereits eine große Palette weltweit und auch in Deutschland zugelassener, rekombinanter Antikörper. Eine Übersicht hierzu bietet die Seite der Forschenden Pharmaunternehmen in Deutschland.
Das Anwendungsspektrum zugelassener rekombinanter Antikörper reicht mittlerweile von der Diagnose und/oder Therapie verschiedener Krebsarten, über die Behandlung der Multiplen Sklerose, von Asthma und der Alzheimer-Krankheit. Besonders an der Behandlung letzterer wird im Hinblick auf die Verwendung rekombinanter Antikörper intensiv geforscht.

## Weiterführende Literatur
- Jürgen Krauss: Recombinant antibodies for the diagnosis and treatment of cancer. In: Molecular Biotechnology. Bd. 25, Nr. 1, 2003, doi:10.1385/MB:25:1:1, S. 1–17, PMID 13679630 (Review).
- Christelle Souriau, Peter J. Hudson: Recombinant antibodies for cancer diagnosis and therapy. In: Expert Opinion on Biological Therapy. Bd. 3, Nr. 2, 2003, ISSN 1471-2598, S. 305–318, PMID 11728219 (Review).
- Peter J. Hudson: Recombinant antibodies: a novel approach to cancer diagnosis and therapy. In: Expert Opinion on Investigational Drugs. Bd. 9, Nr. 2000, S. 1231–1242, doi:10.1517/13543784.9.6.1231. PMID 11060739 (Review).
- Peter J. Hudson: Recombinant antibody constructs in cancer therapy. In: Current Opinion in Immunology. Bd. 11, Nr. 5, 1999, S. 548–557, PMID 10508712 (Review).
- Peter J. Hudson: Recombinant antibody fragments. In: Current Opinion in Biotechnology. Bd. 9, Nr. 4, 1998, ISSN 0958-1669, S. 395–402, PMID 9720265 (Review).